# Zisterzienserinnenabtei Campo Grande
Die Zisterzienserinnenabtei Campo Grande ist seit 1976 ein brasilianisches Kloster in Campo Grande, Erzbistum Campo Grande.

## Geschichte
Das 1951 von der Zisterzienserinnenabtei Oberschönenfeld gegründete brasilianische Kloster Itararé gründete 1976 als zweites Tochterkloster Nossa Senhora Aparecida („Maria Erscheinung“) in Campo Grande, Mato Grosso, das 1986 zum Priorat und 1989 zur Abtei erhoben wurde.

### Oberinnen, Priorinnen und Äbtissinnen
- Irmã M. Menna Graupner (1976–2006)
- Benigna Silva (2008–)